# Aficionado
Aficionado (spanisch; [afiθjoˈnaðo] ‚Liebhaber‘, ‚Kenner‘) bzw. Aficionada (f). Zumeist wird der Begriff im Sinne von Fan im Zusammenhang mit der spanischen oder lateinamerikanischen Kultur verwendet, wie Zigarren, Tango Argentino, Flamenco oder Stierkampf.

## Aficionado als Zigarrenliebhaber
Spanien war nach der Entdeckung Amerikas die erste europäische Nation, die Zigarren herstellte. Auf Grund dieser Tradition und der Tatsache, dass in den Tabakanbaugebieten Mittelamerikas Spanisch gesprochen wird, trifft man im Bereich der Zigarre auf viele spanische Wörter.
Der Cigar Aficionado war ein führendes Zigarrenmagazin in den USA, das sich in den letzten Jahren zu einem Männerlifestylemagazin gewandelt hat.

## Aficionado als Stierkampfliebhaber
In Bezug auf den Stierkampf hat Spanien eine Vorreiterrolle. Ernest Hemingway, ein bekennender Liebhaber des Stierkampfes, verwendete den Begriff des Aficionados mehrmals in seinem Buch Fiesta (1927). Dem gleichen Umfeld wie die Stierkampfszene, deren Anhänger bereits 1821/1822 von José Maria Blanco White als Aficionados bezeichnet wurden, entstammt der Flamenco.